# Сечовце
Се́човце (словац. Sečovce, венг. Gálszécs, укр. Сечівці) — город в восточной Словакии у подножья Сланских Врхов. Население: около 8,4 тысяч человек.

## История
Сечовце впервые упоминаются в 1245 году, но существовали, вероятно, уже в IX веке. В XIV веке Сечовце были уже городом. В 1439—1459 годах город был оккупирован гуситами. В 1647 году город сожгли турки, позже — куруцы. В начале XX века в Сечовцах проходили важные в экономическом отношении ярмарки. В 1944 году здесь проходили тяжёлые бои между Красной Армией и вермахтом.

## Население
| Год:                | 1994 | 2004    | 2014    | 2024    |
| ------------------- | ---- | ------- | ------- | ------- |
| Количество человек: | 7348 | 7882    | 8352    | 8538    |
| Разница:            |      | +7,26 % | +5,96 % | +2,22 % |

## Достопримечательности
- Приходской костёл св. Марии
- Униатская церковь
- Кальвинистская церковь
- Синагога